# Limnophila bigladia
Limnophila bigladia là một loài ruồi trong họ Limoniidae. Chúng phân bố ở miền Tân bắc.